# الحياف (الرضمة)

تعديل مصدري - تعديل

الحياف محلة تابعة لقرية اضمدة، التابعة لعزلة أزال بمديرية الرضمة إحدى مديريات محافظة إب في الجمهورية اليمنية.، بلغ تعداد سكانها 40 حسب تعداد اليمن لعام 2004.